# Архівні видання в Україні
Архі́вні вида́ння в Украї́ні — публікації історичних джерел, збірників документів з історії соціально-економічного, політичного, культурного та мистецького життя українського народу, здійснювані державними архівними установами та рукописними відділами бібліотек і музеїв за результатами проведення науково-дослідних робіт.

## Історія
Систематичне видання історичних джерел започатковано в Україні у другій половині 19 століття. Серед видань дорадянських часів визначне місце посідає «Архив Юго-Западной России», що видавався в Києві протягом 1859—1914 років Тимчасовою комісією з упорядкування давніх актів при київському, подільському та волинському генерал-губернаторі. Петербурзька археографічна комісія, створена при Міністерстві народної освіти, протягом другої половини 19 століття також публікувала джерела та пам'ятки з історії України: «Акты Западной России» (СПб., 1846–53, т. 1–5), «Акты Южной и Западной России» (СПб., 1863–92, т. 1–15) та інші. З середини 80-х років 19 століття значних результатів у справі упорядкування та публікації архівних документів досягли губернські вчені архівної комісії, організовані з метою збирання та систематизації документальних матеріалів.
Велика кількість архівних джерел, а також наукових статей з історії, теорії і практики архівної справи, джерелознавства, спеціальних історичних дисциплін була опублікована за радянських часів: в історично-архівознавчих журналах «Архівна справа» (Харків, 1926– 31), «Радянський архів» (Харків, 1931–32), «Бюлетень Центрального архівного управління УСРР» (до 1932), «Архів Радянської України» (Харків, 1932–33), «Літопис революції» (Харків, 1922–33), неперіодичному збірнику «Історичні джерела та їх використання» (Київ, 1964–68) та інших.
Із 1947 року видається науково-інформаційний бюлетень «Архіви України». Часопис публікує історичні джерела, огляди документальних матеріалів, статті, повідомлення та інші матеріали з історії України, з питань архівознавства, археографії, джерелознавства, сфрагістики, геральдики та інших спеціальних історичних дисциплін.
З метою ознайомлення дослідників зі змістом фондів державних архівів архівними управліннями, а також рукописними відділами бібліотек, музеїв та іншими науковими установами видаються путівники, довідники, огляди, описи, інформаційні бюлетені тощо.